# Goleo VI
Goleo VI, bedre kendt som Goleo og Pille er officiel maskot for VM i fodbold 2006 i Tyskland. Goleo er en løve og er altid i nærheden af sin håndlanger, Pille, en talende fodbold. Goleo er klædt i en hvid fodboldtrøje med nummeret 06. Goleo kostumet blev fremstillet af The Jim Henson Company, for omkring 250.000 €.
Goleo blev afsløret som VM-maskot 13. november 2004 under et tysk tv-program Wetten, dass..?, hvor han blev præsenteret af Pelé og Franz Beckenbauer. Han var også med i den europæiske version af musikvideoen til Bob Sinclars sang Love Generation, udgivet i slutningen af 2005. En computeranimeret Goleo medvirkede også i musikvideoerne til Lumidees Dance! og Atomic Kittens All Together Now, begge udgivet i foråret 2006.
Valget af en løve er blevet kritiseret for ikke at være et tysk dyr, men i stedet et symbol på de historiske rivaler England og Holland. Den anerkendte designer Erik Spiekermann foreslog at maskotten skulle have været en ørn (som er med på Tysklands nationalvåben) eller endda et egern som han mente kunne være et symbol på beskedenhedens nation. 
Der er også blevet rejst kritik af, at Goleo ikke har nogen bukser på. 
Goleos navn kan både forstås som Goleo! hvilket på spansk betyder "Jeg scorer mange mål!" (fra verbet golear), og som "Go Leo!" på engelsk.
16. maj 2006 gik den bayerske legetøjsproducent, som havde rettighederne til at producere Gole i Tysklando, "nici", konkurs.  En mulig grund til dette kunne være de meget høje licensafgifter på cirka 28.000.000 €. 
Andre kilder rapporterer dog om mindre licensafgifter på 3.500.000 €. 

## Fodnoter
1. ↑  Star-Designer hält WM-Maskottchen "Goleo VI." für "absolute Katastrophe"
2. 1 2  Plüschtier-Flaute: Hersteller von WM-Löwe Goleo ist pleite – SPIEGEL ONLINE – Nachrichten – Wirtschaft
3. ↑  Financial problems with the manufacturer 'Nici'
4. ↑  BBC NEWS | Business | World Cup mascot firm goes bust
5. ↑  BAYERN 3 - Bayerns Hitradio Nummer 1 mit allen Hits von heute – und den meisten neuen! Webradio Livestream Playlist Musik Wetter Verkehr